# Pachyolpium confusum
Pachyolpium confusum es una especie de arácnido del orden Pseudoscorpionida de la familia Olpiidae.

## Distribución geográfica
Se encuentra en las Islas de Sotavento.